# Fußball-Oberliga 1995/96
Die Saison 1995/96 der Oberliga war die zweite Saison der Oberliga als vierthöchste Spielklasse im Fußball in Deutschland nach Einführung der zunächst viergleisigen – später drei- und zweigleisigen – Regionalliga als dritthöchste Spielklasse zur Saison 1994/95.

## Oberligen
- Oberliga Baden-Württemberg 1995/96
- Bayernliga 1995/96
- Oberliga Hessen 1995/96
- Oberliga Nord 1995/96 in zwei Staffeln (Niedersachsen/Bremen und Hamburg/Schleswig-Holstein)
- Oberliga Nordost 1995/96 in zwei Staffeln (Nord und Süd)
- Oberliga Nordrhein 1995/96
- Oberliga Südwest 1995/96
- Oberliga Westfalen 1995/96

## Aufstieg zur Regionalliga

### Nord
Die Tabellenzweiten der Staffeln Niedersachsen/Bremen, Göttingen 05, und Hamburg/Schleswig-Holstein, TSV Pansdorf, spielten nach Beendigung der Saison in zwei Spielen den dritten Aufsteiger in die Regionalliga Nord aus. Das Hinspiel in Pansdorf endete mit einem 1:1, ehe die Göttinger das Rückspiel im eigenen Stadion klar mit 4:1 gewannen und sich den Regionalliga-Aufstieg sicherten.
|              | Gesamt |              | Hinspiel (1.6.) | Rückspiel (8.6.) |
| ------------ | ------ | ------------ | --------------- | ---------------- |
| TSV Pansdorf | 2:5    | Göttingen 05 | 1:1 (0:1)       | 1:4 (0:1)        |

### West/Südwest
Durch einen freien Startplatz spielten die Vizemeister der Oberligen Westfalen, Sportfreunde Siegen, Nordrhein, FC Remscheid, und Südwest, TuS Koblenz, in einer Dreiergruppe, die in einer Einfachrunde gespielt wurde, einen weiteren Aufsteiger in die Regionalliga West/Südwest aus.
Der Gruppensieger FC Remscheid setzte sich aufgrund der höchsten Punktzahl gegen die zwei anderen Bewerber durch und schaffte den Aufstieg in die Regionalliga, während die beiden anderen Mannschaften in der folgenden Saison in der Oberliga spielen mussten.
| Pl. | Verein              | Sp. | S | U | N | Tore    | Diff. | Punkte |
| --- | ------------------- | --- | - | - | - | ------- | ----- | ------ |
| 1.  | FC Remscheid        | 2   | 1 | 1 | 0 | 003:100 | +2    | 04     |
| 2.  | Sportfreunde Siegen | 2   | 0 | 2 | 0 | 001:100 | ±0    | 02     |
| 3.  | TuS Koblenz         | 2   | 0 | 1 | 1 | 002:400 | −2    | 01     |

| Datum |                     | Ergebnis  |                     |
| ----- | ------------------- | --------- | ------------------- |
| 2.6.  | TuS Koblenz         | 1:1 (0:0) | Sportfreunde Siegen |
| 6.6.  | Sportfreunde Siegen | 0:0       | FC Remscheid        |
| 9.6.  | FC Remscheid        | 3:1 (2:0) | TuS Koblenz         |

### Süd
Die Vizemeister der Oberligen Hessen, Viktoria Aschaffenburg, Baden-Württemberg, die Amateure des VfB Stuttgart, und der Bayernliga, SG Quelle Fürth, spielten in zwei Runden im K.-o.-Modus einen weiteren Aufsteiger in die Regionalliga Süd aus. Die Amateure des VfB Stuttgart erhielten für die erste Runde ein Freilos.
In der ersten Runde setzte sich die SG Quelle Fürth auf neutralem Platz im Schweinfurter Willy-Sachs-Stadion gegen Viktoria Aschaffenburg im Elfmeterschießen durch und erreichte die zweite Runde.
|                        | Ergebnis (7.6.)       |                 |
| ---------------------- | --------------------- | --------------- |
| Viktoria Aschaffenburg | 1:1 n. V. (1:4 i. E.) | SG Quelle Fürth |

Das Spiel der zweiten Runde zwischen Fürth und Stuttgart fand ebenfalls auf neutralem Platz im Gundelfinger Schwabenstadion statt. Die Fürther siegten knapp mit 2:1 und stiegen in die Regionalliga auf.
|                 | Ergebnis (12.6.) |                        |
| --------------- | ---------------- | ---------------------- |
| SG Quelle Fürth | 2:1 (0:0)        | VfB Stuttgart Amateure |